# Ференци, Шандор
Ша́ндор Фе́ренци (венг. Ferenczi Sándor, до 1879 года — Френкель; 7 июля 1873, Мишкольц — 22 мая 1933, Будапешт) — венгерский психоаналитик, один из наиболее заметных единомышленников Зигмунда Фрейда в 1908—1924 годах, основатель Венгерского психоаналитического общества (1913), создатель учения об интроекции (1909).

## Биография
Родился в городе Мишкольце в еврейской семье. Его отец, Барух Френкель (позже Bernát Ferenczi, 1830—1889), перебрался в Мишкольц из Кракова; мать — Роза Эйбеншюц (1840—1921) — также происходила из западной Галиции (Тарнов) и выросла в Вене. Отец был хозяином книжной лавки с собственной типографией и библиотечными услугами.
С 1900 года занимался частной неврологической практикой. К моменту знакомства с Фрейдом (1908) уже опубликовал не менее 30 работ. Сопровождал Фрейда во многочисленных рабочих поездках, стал членом внутреннего психоаналитического круга. Во время Венгерской Советской Республики в 1919 году при поддержке Белы Куна организовал в Будапештском университете кафедру психоанализа.
В 1924 году Ференци с Отто Ранком опубликовали работу «Развитие психоанализа». Фактически Ференци поддержал ранковскую теорию первичной травмы рождения, которая отвергалась Фрейдом. Это привело к охлаждению отношений между Ференци и Фрейдом, хотя до открытого разрыва дело не дошло.

## Взгляды
Ференци постоянно экспериментировал с методами терапевтического воздействия, отстаивал использование гипноза. Получил известность за работу с наиболее тяжёлыми пациентами и за создание теории более активного вмешательства по сравнению с обычно применяемым в психоанализе. Одной из его пациенток была Мелани Кляйн.
В своих исследованиях Ференци пришёл к выводу, что свидетельства пациентов о пережитом в детские годы насилии в семье можно считать правдивыми только после проверки их при работе с другими пациентами из той же семьи. Восстановление в памяти пациента травматических воспоминаний он не считал существенным для терапии.
С целью концентрации либидо в терапевтических целях Фрейд рекомендовал пациентам сексуальное воздержание; Ференци шёл гораздо дальше, требуя также отказа от еды, питья и других физических отправлений. Когда эта практика показала свою контрпродуктивность, Ференци перешёл на прямо противоположные позиции, требуя от психоаналитика проявлять к пациентам как можно больше тепла, нежности и привязанности, так как именно этого невротики были лишены в детстве.
В крайне спорной работе «Таласса, опыт генитальной теории» («Thalassa, Versuch einer Genitaltheorie», 1924) Ференци делает акцент на инстинктивном стремлении индивида к возвращению в материнское лоно и, в конечном счёте, в воды мирового океана.

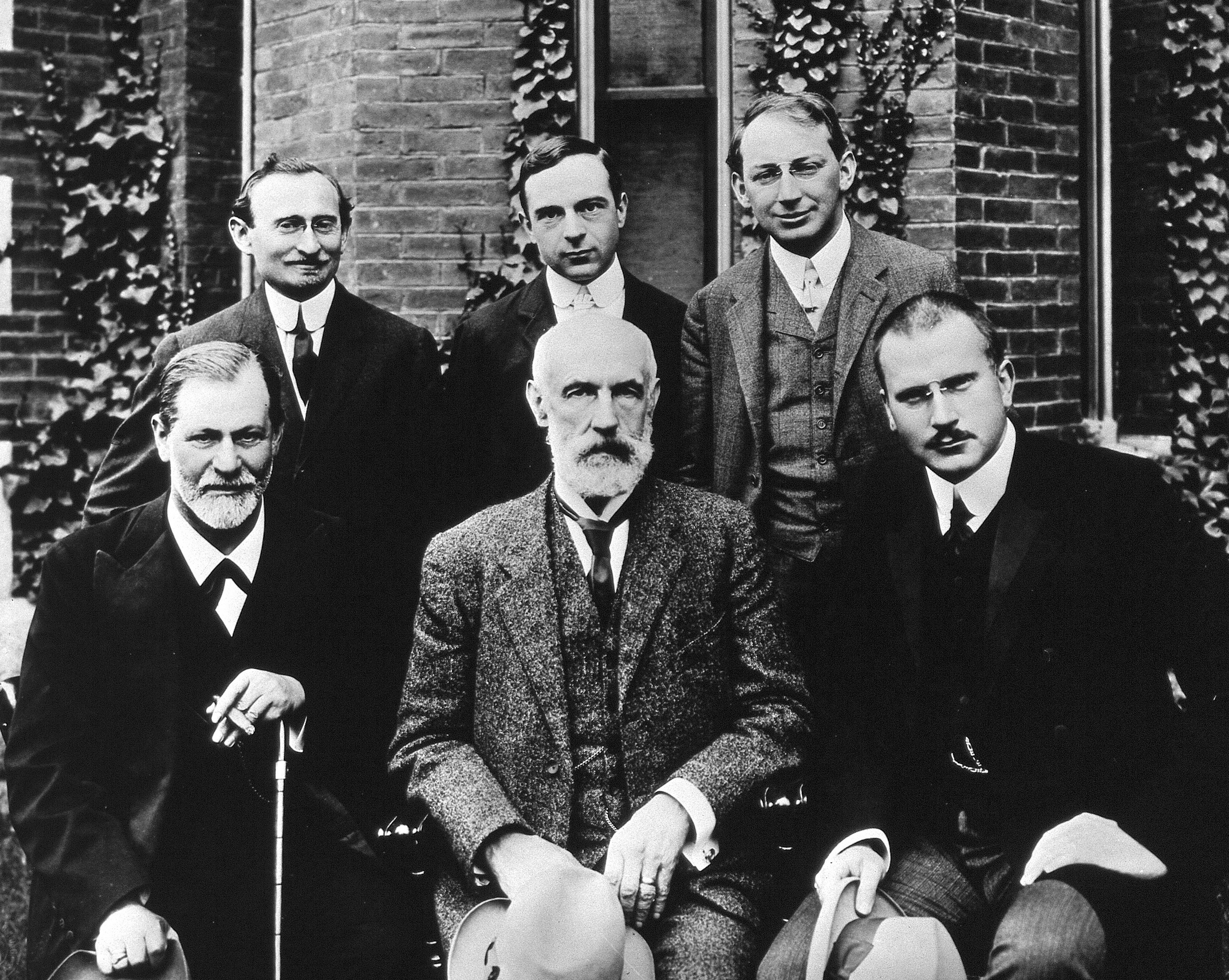
В первом ряду: Зигмунд Фрейд, Стэнли Холл, Карл Густав Юнг; во втором ряду: Абрахам А. Брилл, Эрнест Джонс и Шандор Ференци (Clark University, 1909)

Ш.Ференци придерживался идеи совмещения функций аналитика и супервизора в одном человеке, мало популярной у большинства других психоаналитиков.

## Влияние
Взгляды Ференци оказали влияние на его венгерского коллегу Майкла Балинта. Они также имеют некоторое признание среди последователей Жака Лакана, равно как и среди сторонников психоанализа отношений — школы психоанализа, возникшей в США в 1980-е. Психоаналитики этой школы считают, что Ференци предвосхитил их собственный клинический упор на взаимности (интимности), интерсубъективности и важности аналитического контрпереноса.